# Mor-Mattai-Kloster

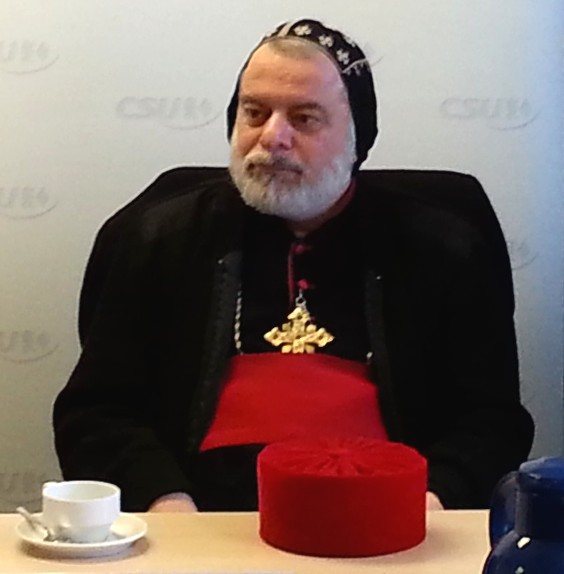
Erzbischof Mor Timothaeus Mosa Alshamany (2015)

Das Mor-Mattai-Kloster oder Kloster des Hl. Matthäus (syrisch ܕܝܪܐ ܕܡܪܝ ܡܬܝ Dayro d-Mor Matay, arabisch دير مار متى Dair Mar Mati) befindet sich auf dem Berg Dschabal Alfaf im Nordirak. Es ist eines der ältesten existierenden christlichen Klöster der Welt. Zudem ist Mor Mattai für seine beträchtliche Sammlung von syrisch-christlichen Manuskripten bekannt.
Aufgrund seiner Bedeutung bildet das Kloster derzeit zusammen mit einigen umliegenden Dörfern eine der drei Erzeparchien der Syrisch-orthodoxen Kirche im Irak. Erzbischof ist Mor Timothaeus Mosa Alshamany. Jedes Jahr am 14. September versammeln sich Christen verschiedener kirchlicher Denominationen in dem Kloster, um dem Todestag von Sankt Mattai zu gedenken.

## Geschichte
Etwa 20 Kilometer von Mossul entfernt, wurde das Mor-Mattai-Kloster im Jahre 363 nach Christus von einem syrischen-christlichen Eremiten namens Matti (syrisch für „Matthäus“) gegründet, der vor der Verfolgung aus Amed (heute Diyarbakır) in das nahegelegene Ninive in Assuristan (Assyrien) floh. Matti trat einer zumeist nestorianischen Bevölkerung bei, die eine kleine syrische Gemeinde direkt über dem Berg Maqlub hatte. Unter seiner Führerschaft entwickelte die Gemeinde ein klösterliches Ethos.
Seit dem Ausbruch der Irakkrise 2014 bedrohte der Islamische Staat das Kloster. Nur wenige Kilometer vom Kloster entfernt verlief die Frontlinie, die von kurdischen Peschmerga gegen den IS gehalten wurde. Viele christliche Siedlungen der Region sind aufgrund des Krieges verlassen worden. Allein aus dem Ninivetal flohen 17.000 christliche Familien vor den IS-Kämpfern.

## Bistum und Bischof
Das Kloster Mor Mattai war Sitz des Maphrians. In der Gegenwart wird es von der syrisch-orthodoxen Kirche aufrechterhalten.
Derzeit ist das Mor-Mattai-Kloster der Sitz eines eigenen syrisch-orthodoxen Bistums in der Ninive-Ebene, zu dem die Ortschaften Bartella, Baschiqa, Almaghara, Alfaf und Merka gehören. Die größte Stadt der Ninive-Ebene Baghdida, die mehrheitlich syrisch-katholisch mit einem nur kleineren syrisch-orthodoxen Anteil ist, gehört allerdings zum Bistum Mossul, auch Bistum Mosul, Kirkuk und Kurdistan genannt. Letzteres umfasst neben der Stadt Mossul mit der syrisch-orthodoxen Kathedrale St. Thomas auch das gesamte Gebiet der Autonomen Region Kurdistan, wo die christliche Stadt Ankawa im Norden Erbils einen Schwerpunkt bildet, und Kirkuk. Seit dem 16. Dezember 2006 ist der 1966 geborene Mor Timothaeus Mosa Alshamany Erzbischof im Mor-Mattai-Kloster.

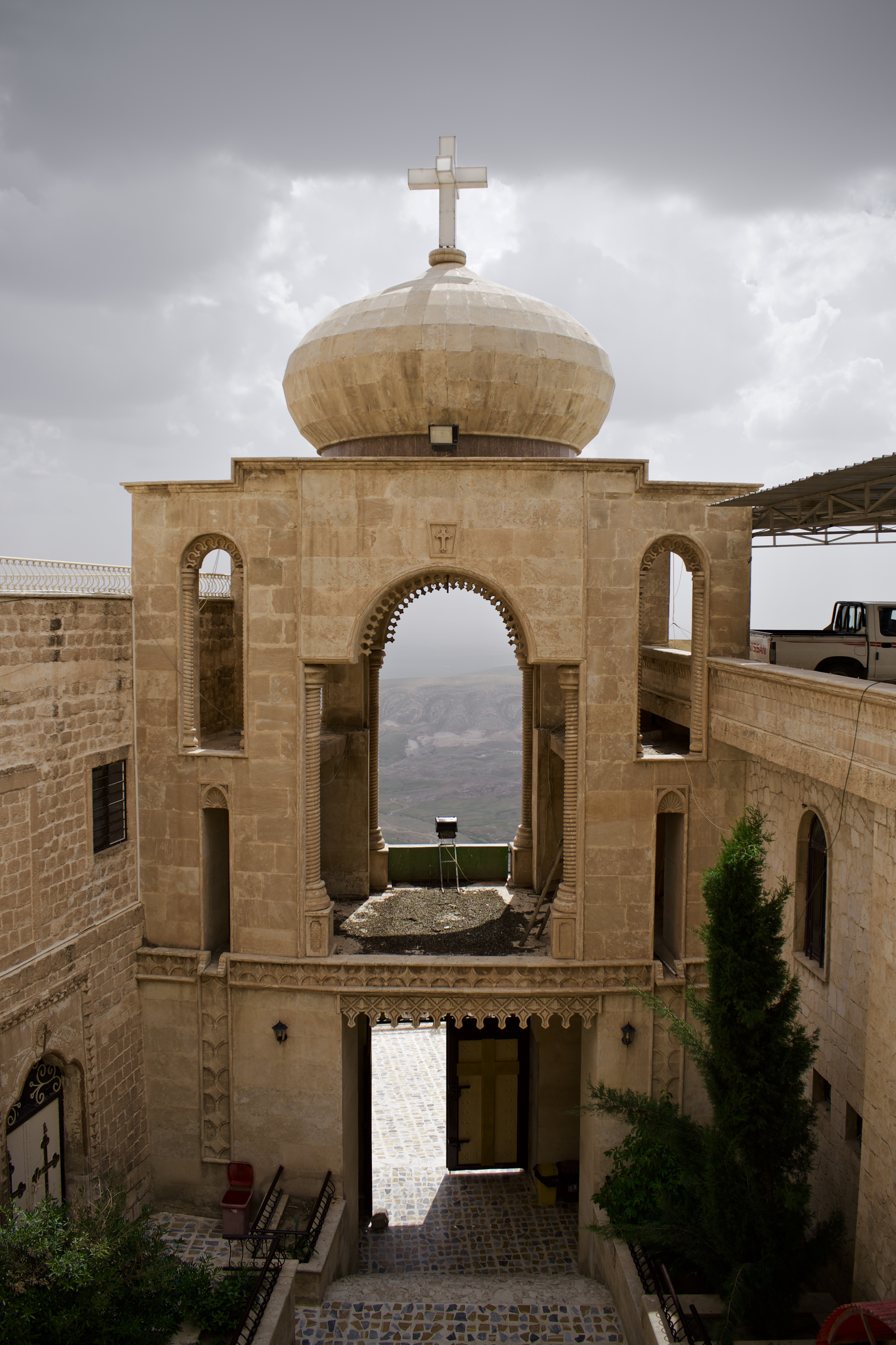
Detailansicht
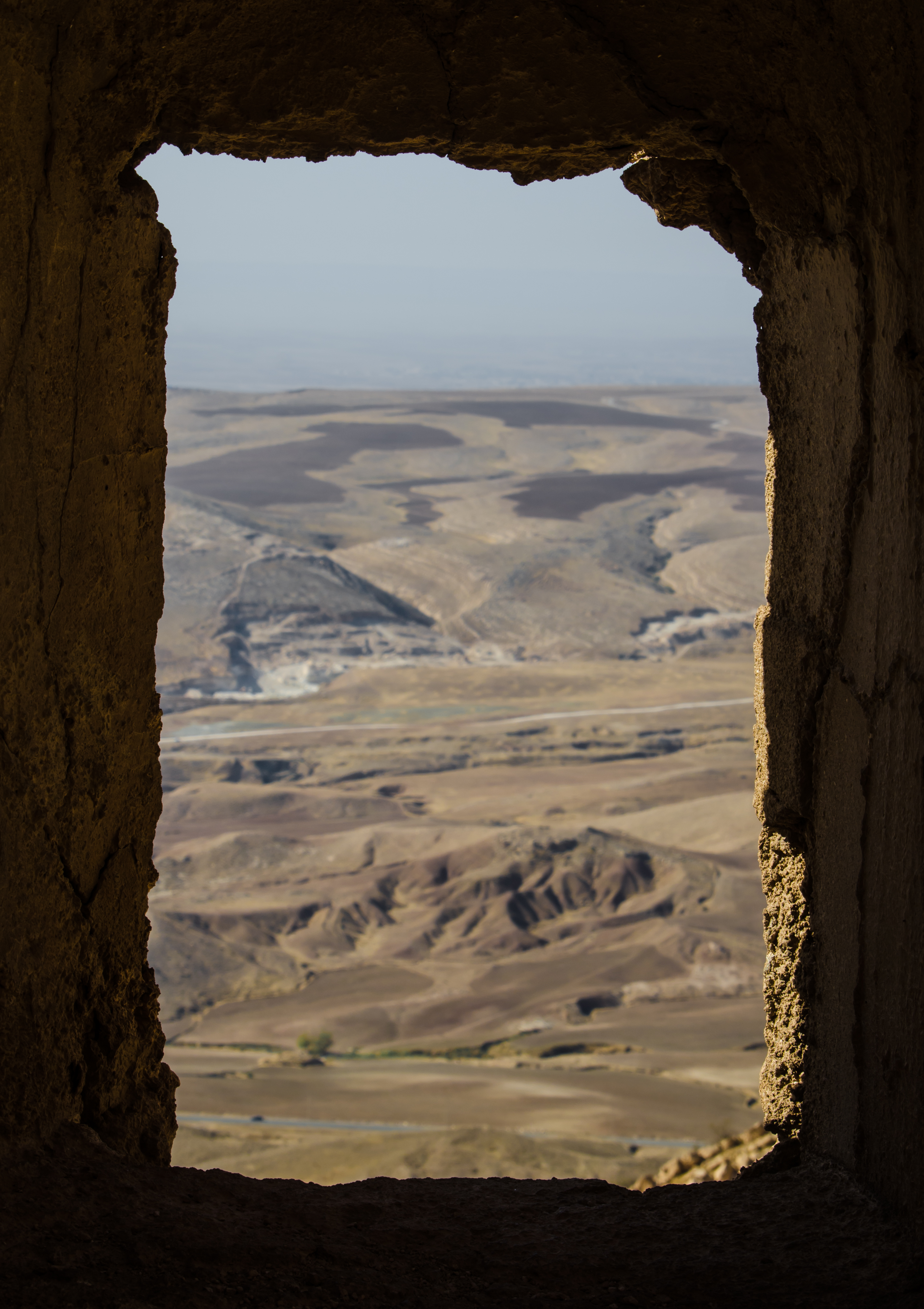
Blick vom Kloster Richtung Mosul
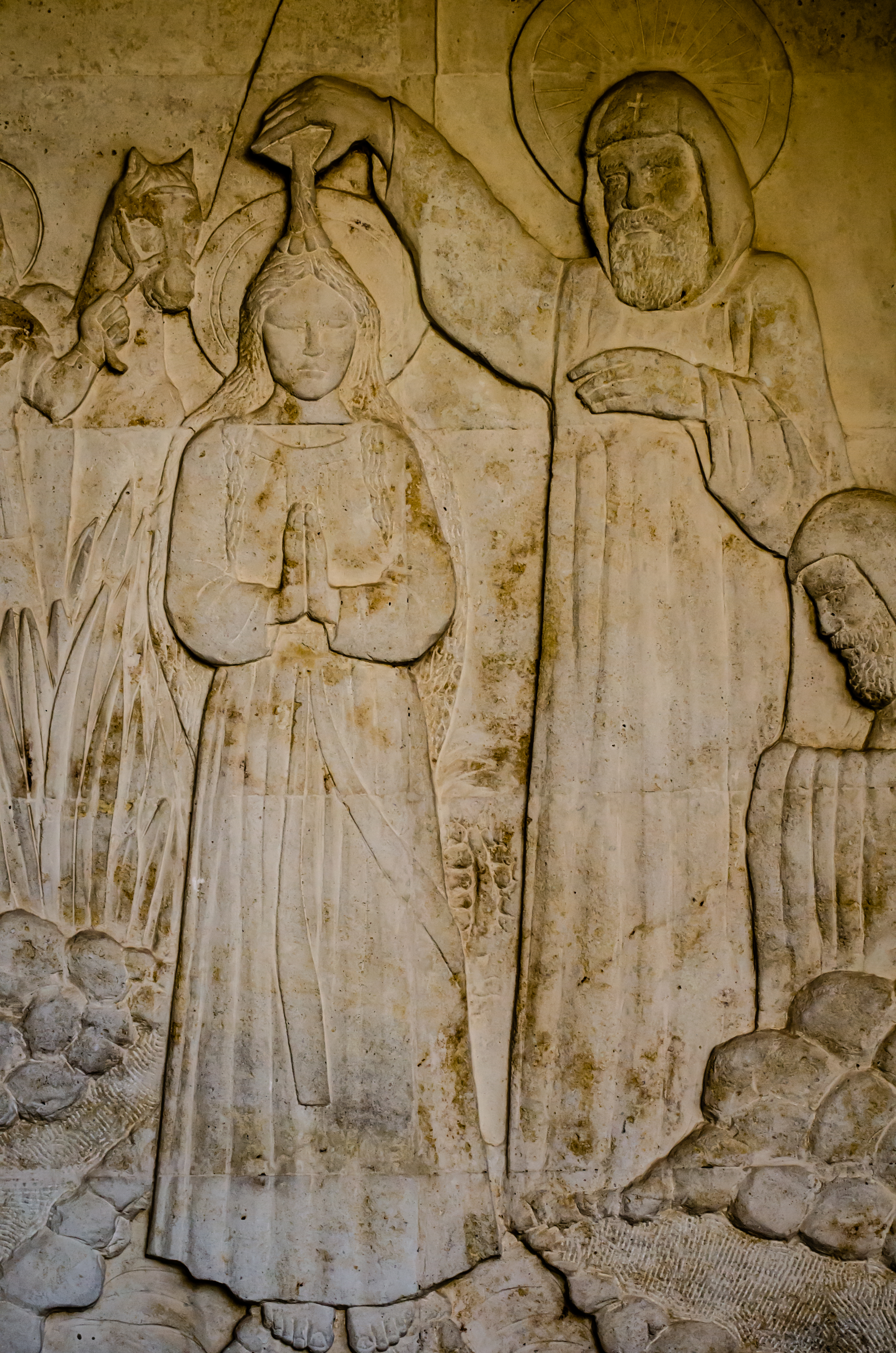
Relief im Innenhof des Klosters